# Governació d'al-Hudayda
La governació o muhàfadha d'al-Hudayda (àrab: محافظة الحديدة, muḥāfaẓat al-Ḥudayda) és una governació o muhàfadha del Iemen, a la part occidental, a la costa de la mar Roja. La capital és al-Hudayda. Té una població de 2.157.552 habitants (cens del 2004). La seva superfície és de 13.250 km².
Està dividida en cinc districtes (kada):
- Al-Hudayda
- Bayt al-Fakih
- Badjil
- Al-Zaydiyya
- Al-Luhayya